# Saint Louis (Missouri)
Saint Louis is een stad in de Amerikaanse staat Missouri. Het inwonertal van de stad bedraagt 318.172 en van de agglomeratie 2,8 miljoen (2012).

## Geschiedenis
Saint Louis werd in 1764 gesticht als handelspost door Pierre Laclède Liguest en René-Auguste Chouteau uit New Orleans en is vernoemd naar Lodewijk de Heilige. Pierre Laclede Liguest koos deze locatie vanwege de nabijheid van de grote rivieren Mississippi en Missouri. Het merendeel van de oorspronkelijke bewoners was van Franse afkomst. In 1770 werd St. Louis verkocht aan Spanje. In 1780 vond de Slag bij Saint Louis hier plaats ten tijde van de Amerikaanse Onafhankelijkheidsoorlog. In 1803 werd het onderdeel van de Verenigde Staten en in 1809 werd de nederzetting officieel een stad.
In de 19e eeuw ontwikkelde Saint Louis zich tot een belangrijk handels- en industriecentrum. Vele immigranten, vooral van Ierse en Duitse afkomst trokken naar de stad, later gevolgd door immigranten uit andere landen, waaronder Libanon. Tussen 1840 en 1870 groeide Saint-Louis van de 24e tot de vierde stad van de VS. In 1853 werd de Washington University opgericht. In 1859 opende Henry Shaw (1800-1889) de Missouri Botanical Garden, een botanische tuin die uit zou groeien tot een wetenschappelijk instituut met een internationale reputatie. In 1868 schonk Shaw de inwoners van de stad het Tower Grove Park, een stadspark. Het in 1972 gevormde Metropolitan Zoological Park and Museum District is een cultureel district, waaronder vijf instituten/attracties in Saint Louis vallen.
Na de Amerikaanse Burgeroorlog kwam een beweging op gang om de zetel van de federale regering van Washington DC over te brengen naar Saint-Louis. De centrale ligging in combinatie met de neutrale houding tijdens de burgeroorlog zouden de stad daar bijzonder geschikt voor maken. De federale regering voelde er echter niets voor, en president Grant beloofde Washington op te knappen.
In 1904 hadden zowel de Wereldtentoonstelling als de Olympische Spelen plaats in Saint Louis.
Tussen 1939 en 1966 verzorgde St. Louis Public Service Co. het openbaar vervoer in de stad.
In 1965 kwam de 'Jefferson Westward Expansion Memorial', ook bekend als 'St. Louis Arch' of 'Gateway Arch' gereed. Deze roestvrijstalen hyperbolische cosinus (catena of kettinglijn) van 192 m hoog en aan de basis 192 m breed is een gedenkteken aan architect en president Thomas Jefferson en gelijk een gedenkteken voor de trek naar het westen van de Verenigde Staten. Het ontwerp is van de Fins-Amerikaanse architect Eero Saarinen, met latere verfijning door Saarinen, architect John Dinkeloo en ingenieur Fred Severud.
In 1993 stond de omgeving van Saint Louis 144 dagen onder water. De oorzaak was de Mississippi.

## Demografie
Van de bevolking is 13,7% ouder dan 65 jaar en bestaat voor 40,3% uit eenpersoonshuishoudens. De werkloosheid bedraagt 6,6% (cijfers volkstelling 2000).
Ongeveer 2% van de bevolking van Saint Louis bestaat uit hispanics en latino's, 51,2% is van Afrikaanse oorsprong, 43% is van Europese oorsprong en 2% van Aziatische oorsprong.
Het aantal inwoners daalde van 396.685 in 1990 naar 348.189 in 2000 en 308.174 in 2019.

## Klimaat
In januari is de gemiddelde temperatuur -2,0 °C; in juli is dat 25,8 °C. Jaarlijks valt er gemiddeld 961,6 mm neerslag (gegevens op basis van de meetperiode 1961-1990).

## Bezienswaardigheden
- Kathedraal van de Heilige Lodewijk
- Saint Louis Art Museum. Een van de grote Amerikaanse musea, gehuisvest in een gebouw uit de Wereldtentoonstelling. Het museum beschikt over een brede collectie en heeft onder meer de grootste collectie schilderijen van Max Beckmann ter wereld. Max Beckmann heeft na WO II enige jaren in St Louis gewerkt.
- Saint Louis Arch
- Anheuser-Busch Brewery, op de plaats van de brouwerij staan bijna 200 gebouwen, waarvan vele gebouwd in rode baksteen in de tweede helft van de 19e eeuw.[2]

## Sport
Saint Louis heeft twee sportclubs die uitkomen in een van de vier grootste Amerikaanse profsporten. Het gaat om:
- St. Louis Blues (ijshockey)
- St. Louis Cardinals (honkbal)

In 1904 werden de derde moderne Olympische Zomerspelen in Saint Louis georganiseerd. Dit waren de eerste Spelen waarbij de gouden, zilveren en bronzen medailles werden uitgereikt.
St. Louis geldt momenteel (2020) als "schaakhoofdstad van de wereld". Toen in 2009 de Amerikaanse kampioenschappen in de stad werden gehouden was dit zo'n succes, dat een lokale ondernemer geld in de sport ging steken. Sindsdien worden jaarlijks toonaangevende toernooien en kampioenschappen in St. Louis gehouden.
St. Louis City SC is de voetbalclub uit de stad en speelt in de Major League Soccer.

## Partnerstad
- Georgetown (Guyana)[3]
- Lyon (Frankrijk)

## Bekende personen uit Saint Louis

### Overleden
- Sterling Price (1809-1867), generaal
- Oliver Kirk (1884-1958), bokser
- Martha Norelius (1909-1955), zwemster
- Tab Smith (1909-1971), saxofonist

## Galerij

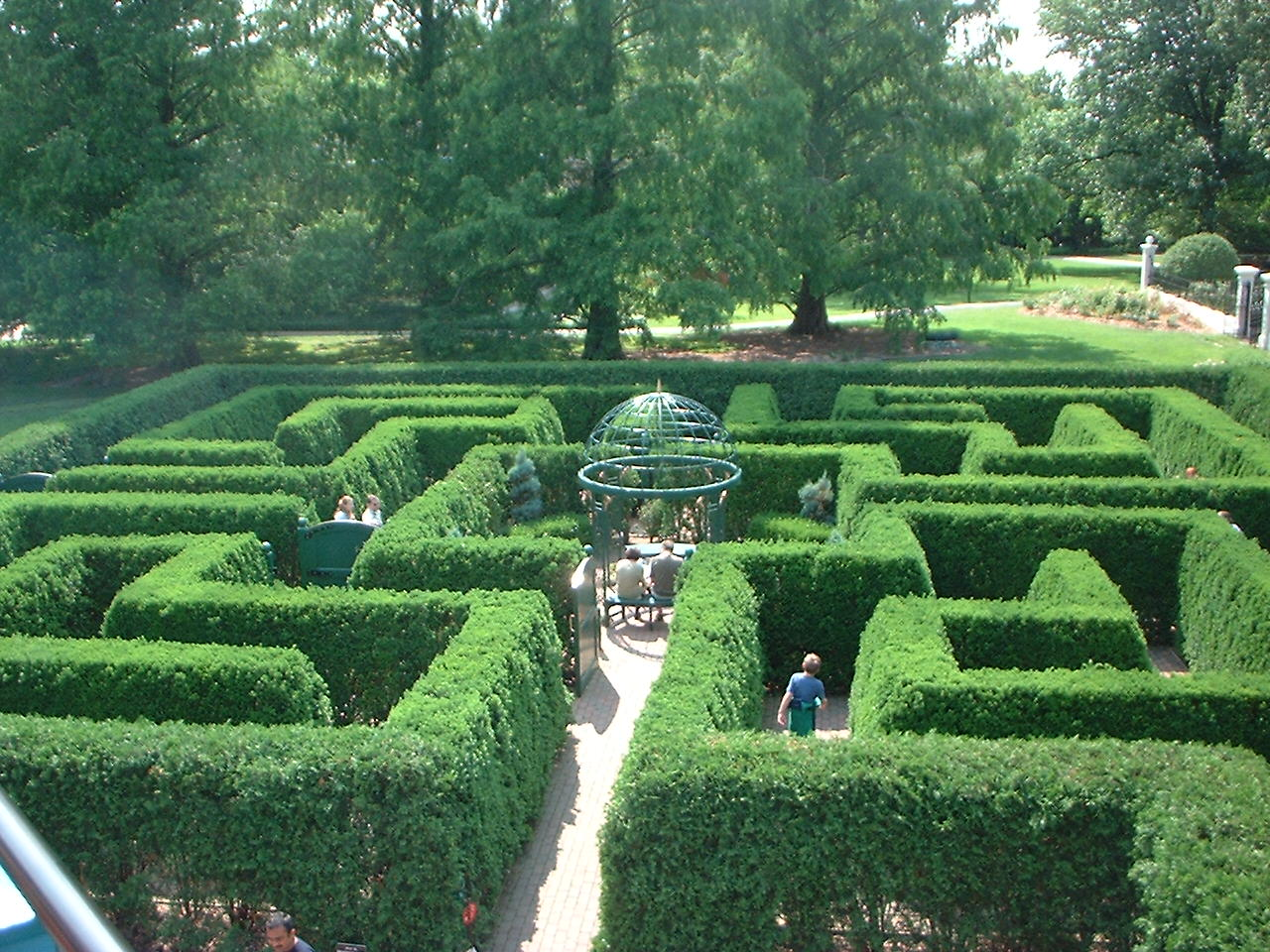
Missouri Botanical Garden
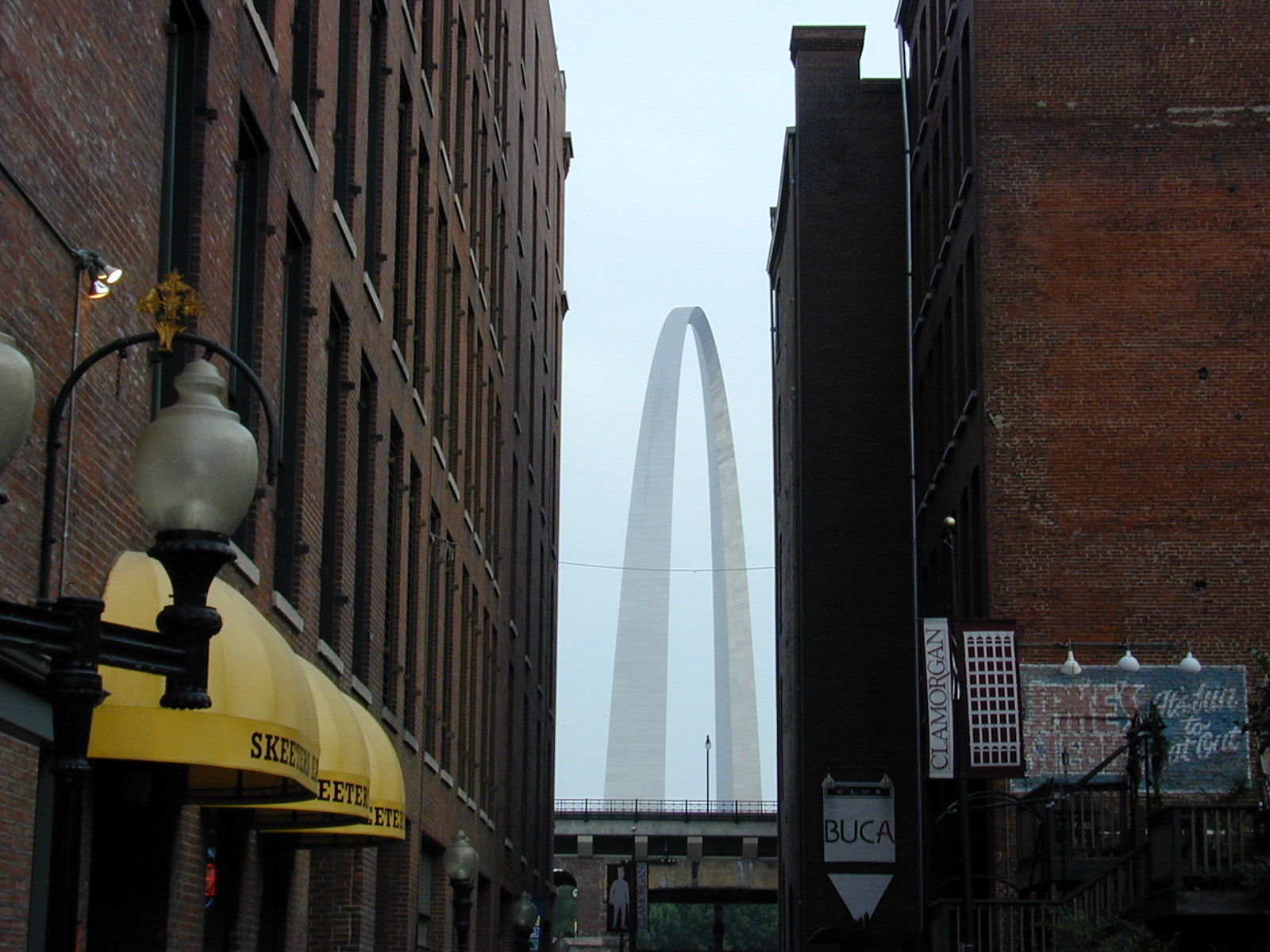
St. Louis Arch